# Iglesia de Santa María (Hortoneda)

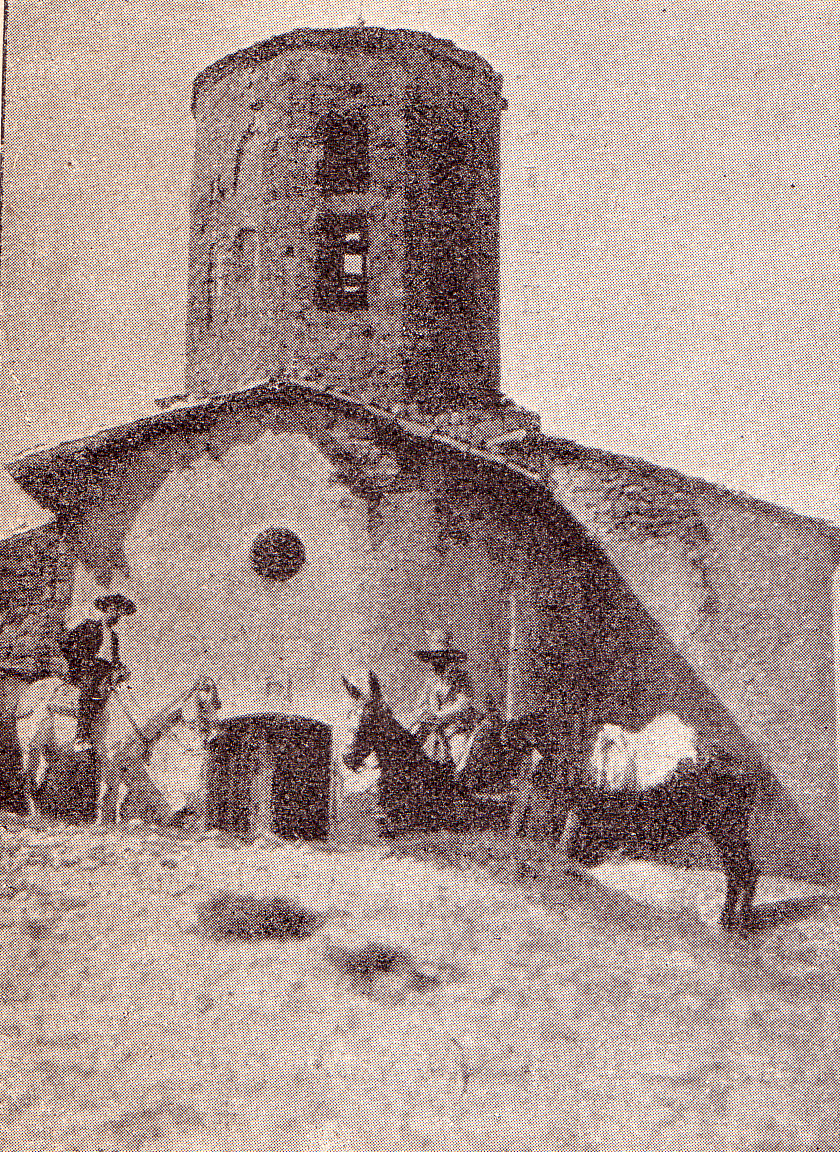
Fotografía de 1912.

Santa María de Hortoneda es la iglesia románica del pueblo de Hortoneda, perteneciente al municipio de Conca de Dalt, en el Pallars Jussá de la provincia de Lérida. Hasta 1969 formaba parte del término municipal de Hortoneda de la Conca.
El lugar de Hortoneda está documentado desde el año 958, y la parroquia de Santa María desde el 1071. Esta parroquia, ampliamente documentada, fue parroquia independiente hasta el siglo XVIII, pasó a depender de la iglesia San Cristóbal de Claverol, volvió a ser parroquia a principios del siglo XX, y actualmente vuelve a depender de Claverol.
Era un edificio de tres naves, con ábside semicircular a levante, pero las sucesivas transformaciones le han modificado fuertemente, y hoy en día cuesta reconocer en él la planta original románica. Parece más bien un edificio de una sola nave, con capillas laterales, pero en realidad se puede llegar a reconocer la nave central, con arcos torales, y el colateral norte. Además, seguramente el templo actual es más corto que el original.